# Marcus Guttmann
Marcus Guttmann (Vienna, 9 luglio 1991) è un pallavolista austriaco.
Gioca nel ruolo di schiacciatore nell'Argos Volley.

## Carriera
La carriera di Marcus Guttmann inizia nel 2006 nel Vienna hotVolleys dove resta per cinque stagioni, vincendo due scudetti e tre coppe nazionali; nello stesso periodo ottiene anche le prime convocazioni in nazionale. Nella stagione 2011-12 passa al Volleyball Club Amstetten.
Nella stagione 2012-13 viene ingaggiato dall'Altotevere Volley di San Giustino: con la squadra umbra esordisce in Serie A1 il 6 ottobre 2012 nella gara interna con la Lube Macerata, diventando il primo giocatore austriaco a giocare nel massimo campionato italiano.
Nel campionato 2013-14 passa all'Argos Sora, in Serie A2.

## Palmarès

### Club
- Campionato austriaco: 2

2006-07, 2007-08
- Coppa d'Austria: 3

2008-09, 2009-10, 2010-11